# Daïra de Bir Kasdali
La daïra de Bir Kasdali est une daïra d'Algérie située dans la wilaya de Bordj Bou Arreridj et dont le chef-lieu est la ville éponyme de Bir Kasdali.

## Localisation
La daïra de Bir Kasdali est située dans le Nord-Est de la wilaya de Bordj Bou Arreridj. Avant 1984, elle faisait partie de la wilaya de Sétif.
La daïra est rattachée a la nouvelle Wilaya déléguée de Ras El Oued par la décision ministérielle du 26 novembre 2019.

## Communes de la daïra
La daïra de Bir Kasdali comprend trois communes : Bir Kasdali, Khelil et Sidi Embarek.
Elle possède 52 373 habitants en 2006.
La Daïra possède un centre d’enfouissement technique (CET) inter-communal pour les villes de Aïn Taghrout, Khelil et Bir Kasd Ali.
La Daïra est rattachée a la nouvelle Wilaya déléguée de Ras el Oued par la décision ministérielle du 26 novembre 2019.

## Économie
Une zone industrielle va être construite à cheval sur les territoires de la daïra de Bir Kasdali, la daïra d'Aïn Taghrout et la daïra de Ras El Oued. Cevital sera la première entreprise en y installant une usine de fabrication de fenêtres à double vitrage.